# Ordenamiento de Montalvo

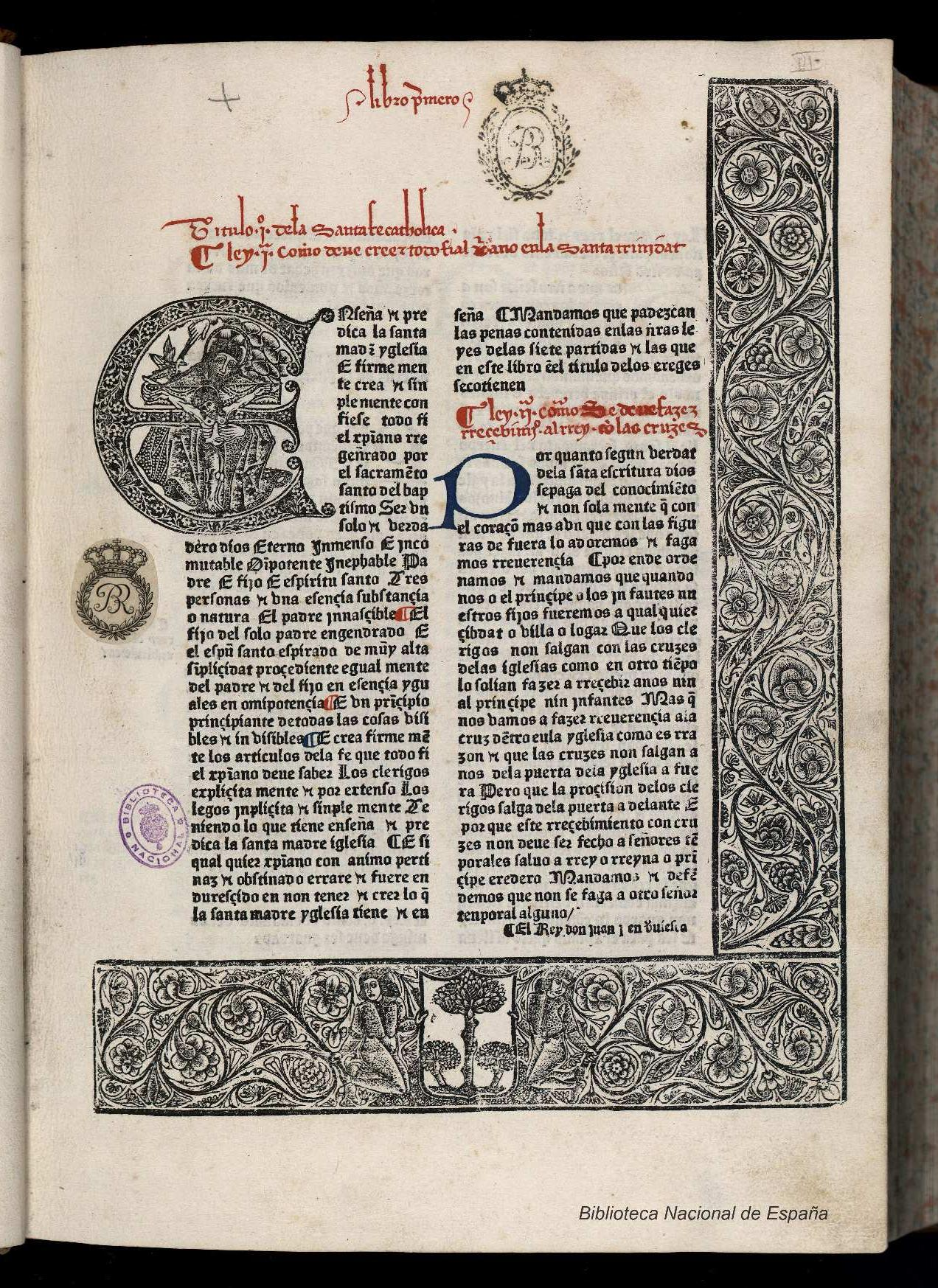
Ordenanzas Reales de Castilla, Alonso Díaz de Montalvo,1484.

El Ordenamiento de Montalvo, también conocido como Ordenanzas Reales de Castilla y Ordenamiento de Alcalá de 1484, fue una recopilación de las normas jurídicas vigentes en el Reino de Castilla, supuestamente encargado por los Reyes Católicos a Alonso Díaz de Montalvo y fue publicado por vez primera en 1484. Es la primera recopilación del derecho vigente en la Monarquía Hispánica de la Edad Moderna.

## Contexto histórico
El Ordenamiento de Montalvo hay que contextualizarlo con las reformas que dan paso de la Baja Edad Media a la Edad Moderna, donde se produce una evolución en la normativa sobre la administración de la justicia. Además se realizan entonces las primeras recopilaciones que tratan de ofrecer una visión completa de las distintas normas vigentes.
Como pretendía ser una recopilación, no una codificación, se limitaba a citar y adaptar todas las diferentes disposiciones regias desde Las Partidas, el Ordenamiento de Alcalá de 1348 y todo el conjunto de pragmáticas y bulas dictadas por reyes y autoridades sobre todo tipo de cuestiones.
Iniciado por acuerdo de las Cortes de Toledo de 1480, los Reyes Católicos encargaron al jurista Alonso Díaz de Montalvo la concepción de una recopilación de las leyes de la Corona de Castilla, la cual fue publicada bajo el título de Ordenanzas Reales de Castilla u Ordenanzas reales por las cuales primeramente se han de librar los pleitos. Este título quedó en desuso, utilizándose el del Ordenamiento de Montalvo, pero todavía en la edición de 1508 se titulaba: Ordenças reales de Castilla: por las quales primeramente se han de librar todos los pleytos ciuiles y criminales y los que por ellas no se fallaren determinados se han de librar por las otras leyes y fueros y derechos. Emprimido en la muy noble cibdad de Seuilla: por Jacobo Cronberguer, 1508.
Estaba compuesto por ocho libros subdivididos en distintos títulos que contenían más de mil leyes agrupadas en materias. El contenido era por un lado leyes reales y por otro ordenamientos de Cortes promulgadas a partir del ordenamiento de Alcalá. También figuraban algunos capítulos del Fuero Real.

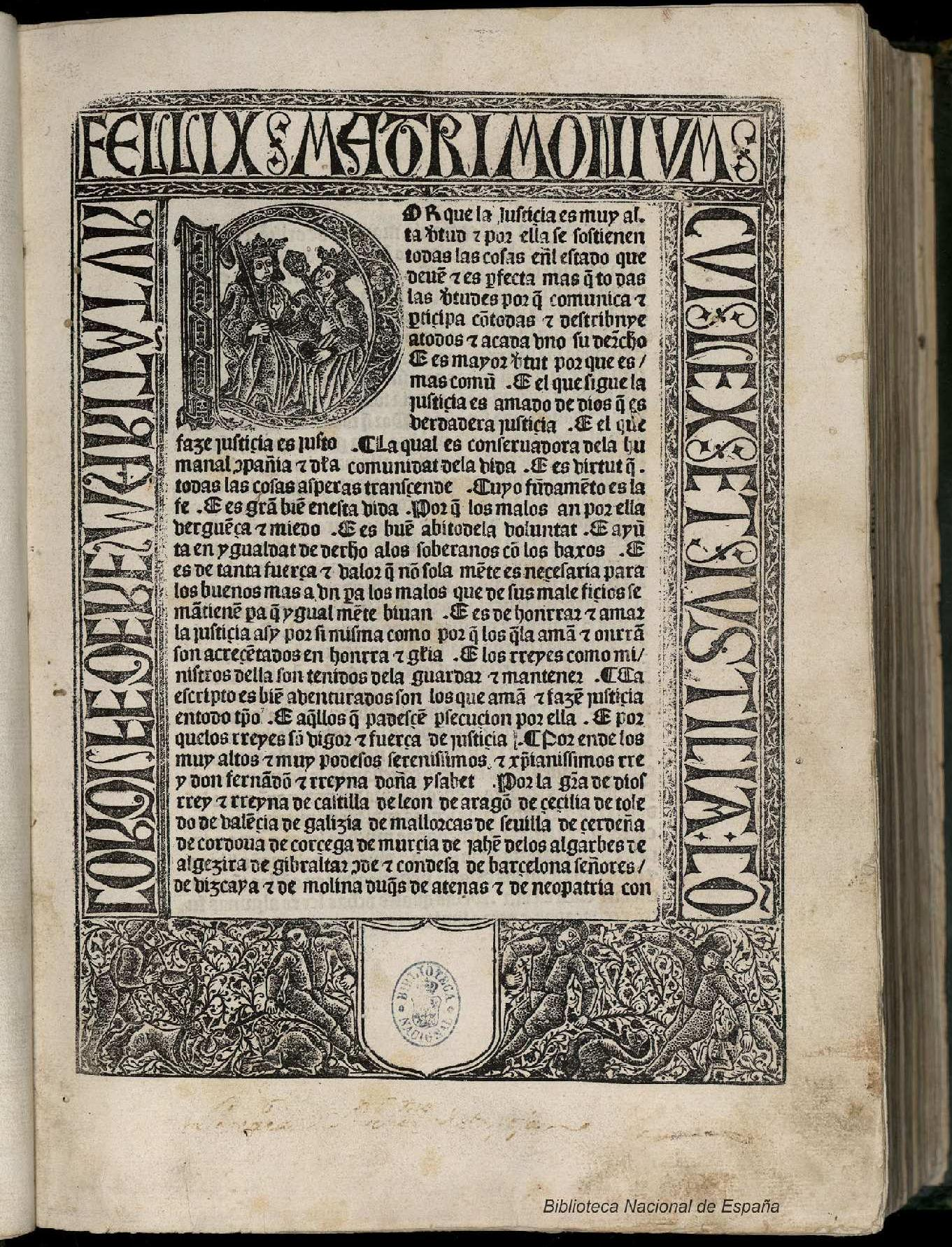
Ordenanzas reales de Castilla. 1485.

Sin embargo fue una obra bastante defectuosa pues en su articulado olvidaba algunas normas vigentes, incluía otras que habían sido derogadas y, lo más importante, Montalvo creó de su propia mano normas inexistentes. También el trabajo contenía muchos errores de infidelidad a las fuentes, de concordancia y de contradicciones. Tal vez por ello no alcanzó el reconocimiento real, aunque no por eso fue menos usado y citado en los pleitos de su época. Las Cortes de Valladolid de 1523 señalaban, sobre las carencias:

Las leyes que juntó el Doctor Montalvo están corrutas e non bien sacadas, y de esta cusa, los jueces dan varias y diversas sentencias e no saben las leyes del rreyno ...

Según los estudios de la doctora María e Izquierdo, de las 1.163 leyes que contiene la Recopilación, solo 523 eran copias literales de las fuentes medievales. El resto o eran normas de nueva creación por Montalvo, o mantenían una situación mixta, esto es, en parte se sustentaban en copias literales de las fuentes, y en otra parte eran creadas ex novo.
Su repercusión más importante es su influencia en toda la legislación y recopilaciones posteriores, especialmente en las Leyes de Toro de 1505, en la Nueva Recopilación de 1567 y la Novísima Recopilación de 1805, que fundamentalmente lo utilizaron de base, con lo que repitieron muchos de sus errores.

## Contenido
Estas Ordenanzas recogen materiales jurídicos desde la época de Alfonso X el Sabio (1253-1256), y sobre todo leyes de Cortes, pragmáticas y ordenanzas reales y algunas disposiciones del Fuero Real. Se incluye también el Ordenamiento de Alcalá de 1348. Se trata, por tanto, de una recopilación de leyes de carácter administrativo, político, civil y penal desde los tiempos de Alfonso X. Versa sobre materias religiosas, legislativas, cargos administrativos, oficios públicos castellanos, nobleza, rentas reales y oficios fiscales, organización y hacienda municipales.
Se divide en 1.063 leyes, en ocho libros con ciento quince títulos: 
- Libro I: Derecho Eclesiástico.
- Libro II: Derecho Político (oficios reales y de la Corte).
- Libro III: Derecho Procesal.
- Libro IV: Derecho Político (clases sociales).
- Libro V: Derecho Civil (matrimonios, sucesiones, enajenaciones, etc.).
- Libro VI y VII: De las rentas regias y Derecho Administrativo.
- Libro VIII: Derecho penal y procesal penal.

## Vigencia
No está claro que la obra de Montalvo obtuviera el refrendo real, pero sí lo es que no tuvo el refrendo de las Cortes por los señalados defectos de olvidos de la normativa vigente y la multiplicidad de normas contradictorias que regulaban un mismo supuesto.
Pudieron ser estas carencias las que impulsaron a Isabel la Católica, primero, y a Carlos V, después, a disponer una nueva recopilación que termina el licenciado Atienza y se publica con carácter oficial en 1567 bajo el título de Nueva Recopilación.
Sin embargo, todos los autores reconocen que el ordenamiento fue libro de cabecera de los juristas, jueces, corregidores y letrados de Castilla.